# Station Waldmünchen
Station Waldmünchen is een spoorwegstation in de Duitse plaats Waldmünchen.   
Het is sedert 2002 officieel nog slechts een spoorweghalte. Het voormalige stationsgebouw, het rode gebouw op de achtergrond van de foto,  is een particulier woonhuis geworden. In 1898 werd de spoorlijn aangelegd, omdat er in deze streek glasfabrieken stonden, die veel steenkool voor hun productieproces nodig hadden, waarna men voor de logistieke behoefte van deze bedrijven, en van de stad Waldmünchen als geheel, tot de aanleg van een spoorlijn besloot.

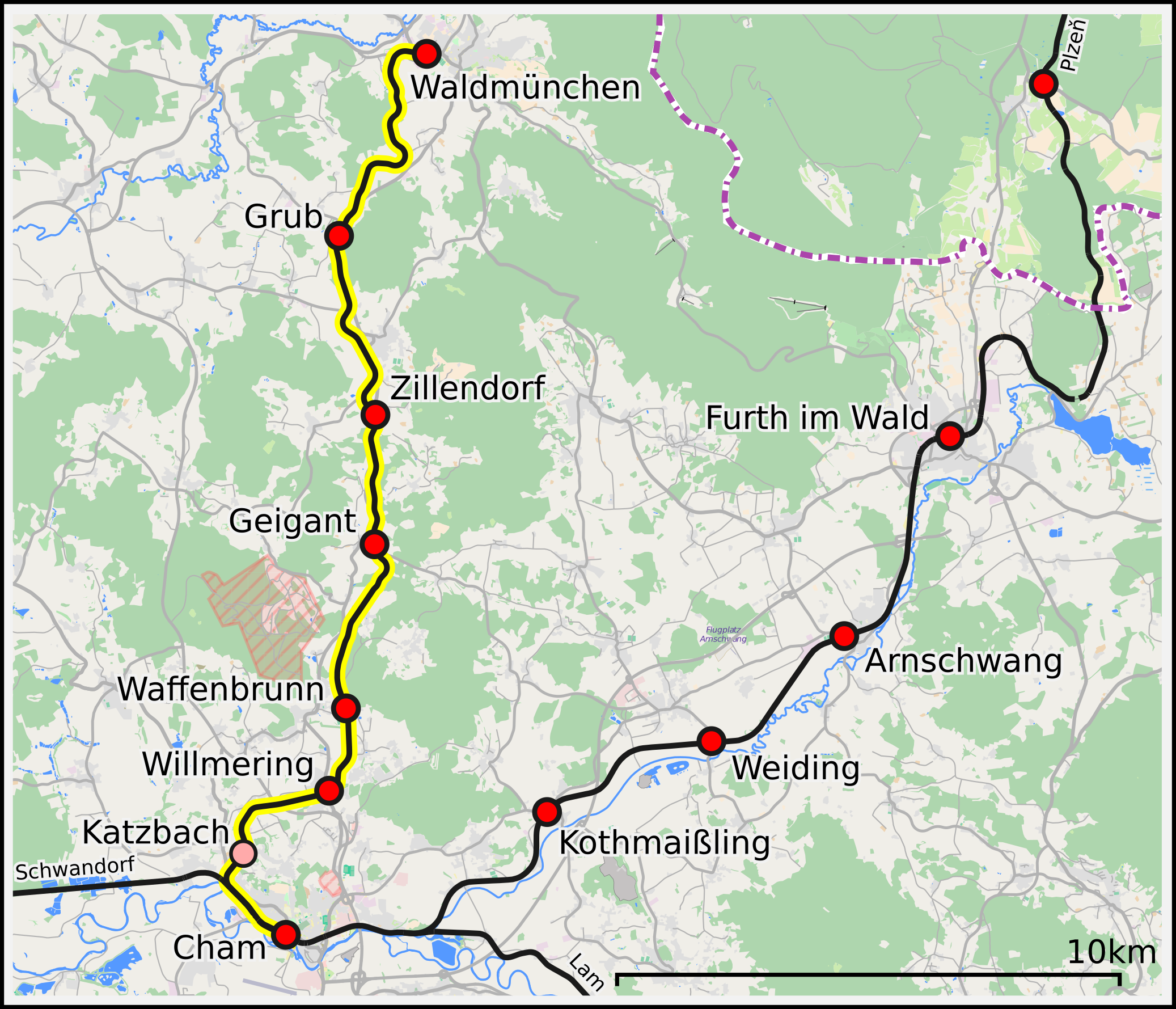
Kaart verloop spoorlijn Cham-Waldmünchen

De spoorlijn Cham - Waldmünchen is 22 km lang. Het stationnetje van Geigant ligt 8 km van Waldmünchen en 14 km van Cham. Op de stationnetjes van Waldmünchen en Geigant na, zijn de haltes langs dit spoorlijntje zogenaamde Bedarfshalte, waar de trein alleen stopt als een reiziger van tevoren te kennen geeft, in- of uit te willen stappen. (zie: Stop op verzoek). De treinen op dit traject rijden in principe slechts één keer per twee uur.